# Алланкастрии
Алланкастрии (Allancastria) — палеарктический род дневных бабочек, семейства Парусники.

## Виды
Род включает в себя следующие виды:
- Allancastria louristana — (Le Cerf, 1908)[3] Эндемик Ирана.
- Allancastria deyrollei — (Oberthür, 1869)[4]. Иран, Турция, Сирия, северный Ирак, Ливан, Иордания, Израиль.
- Allancastria cerisyi — (Godart, [1824]) Босния и Герцеговина, Сербия, Албания, Северная Македония, Болгария, Румыния, Западная, Северо-Центральная и Южно-Центральная Турция, Северная и Восточная Греция (включая острова Эгейского моря), Кипр, Ливан, Палестина, Израиль, Иордания и Сирия[2].
- Allancastria cretica — (Rebel, 1904)[5] Эндемик Греции и острова Крит.
- Allancastria caucasica — (Lederer, 1864) Иногда рассматривается в составе рода Zerynthia[6] Кавказ, Грузия, северная Турция.